# 熊農場

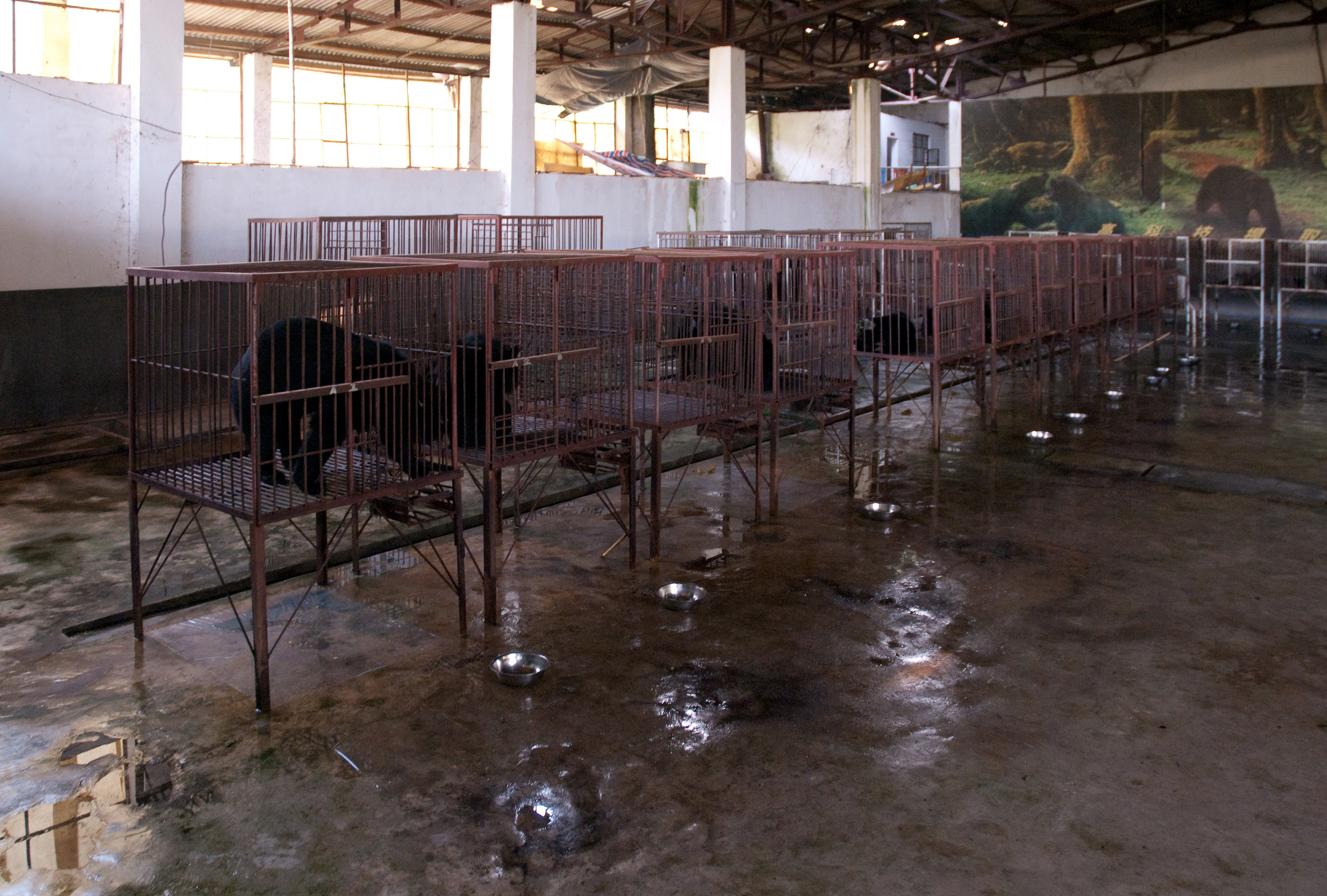
ミャンマーでのクマの畜産

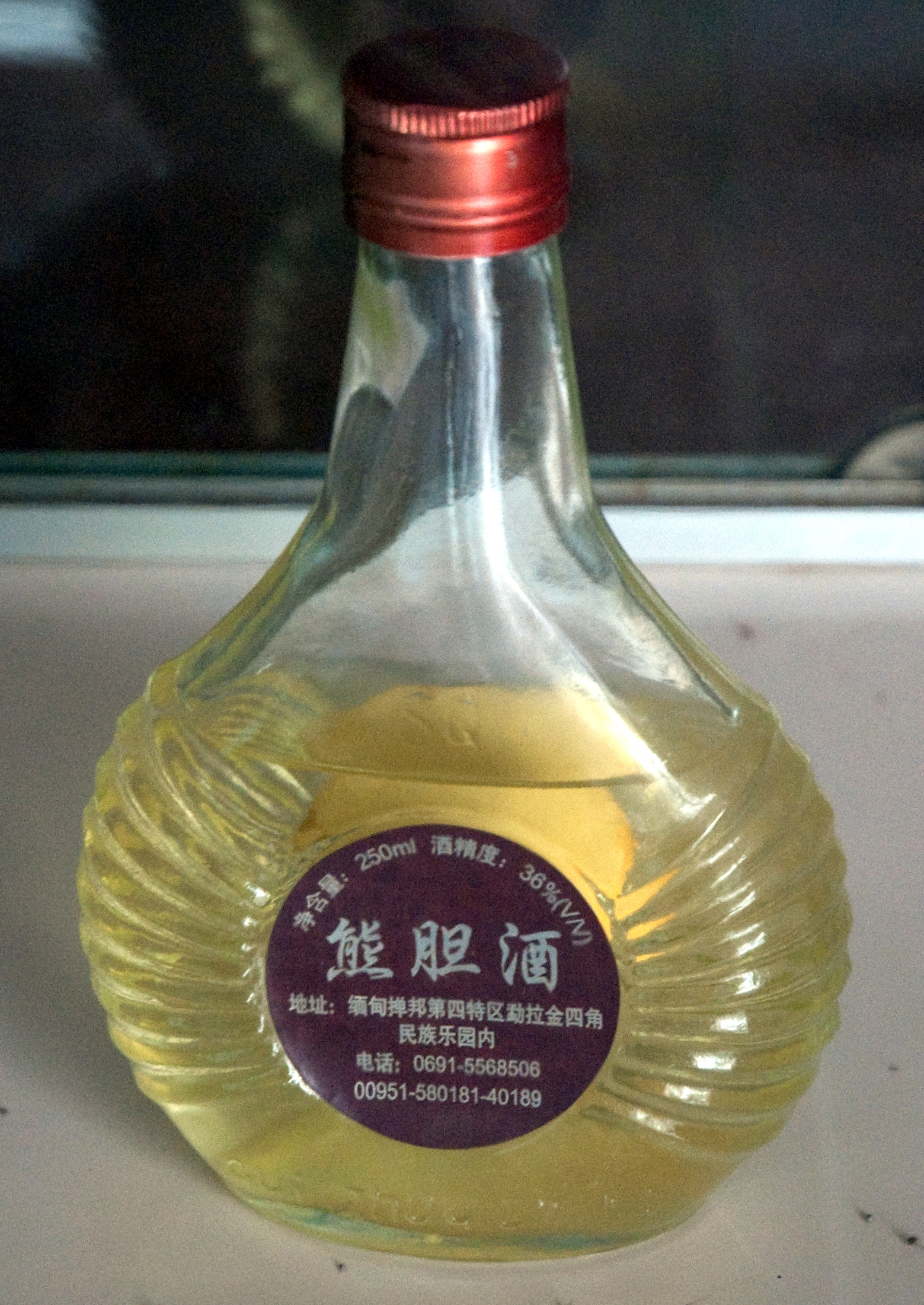
ミャンマーの熊胆酒

熊農場（くまのうじょう）とは、クマを家畜として養殖する畜産場。中国などアジアにある熊胆の採取、又は胆汁の採取を目的としたものが知られる。日本などの「クマ牧場」とは異なり、動物園ではない。

## 熊胆の採取法の変遷
伝統的な熊胆の採取法は狩猟や屠殺などによってクマの臓器である胆のうそのものを得る方法である（なお、日本では狩猟によって熊胆を得る）。1980年代のアジアでは、熊胆の安定した供給を目指し、生体のクマの胆のうに直接カテーテルを挿入し、クマを屠殺せずに胆汁を得る方法が広まった。この方法の発祥は北朝鮮（朝鮮民主主義人民共和国）といわれ、アジアの東側の、中華人民共和国、ベトナム、ラオスなどの生産地に広まった。
この方法は、伝統的な方法に比べ、飼育したクマを屠殺せずに済むという利点があり、クマ（ツキノワグマ）という資源が減少した頃から開始された。

## 中国の熊農場
中国などでは古来よりクマの胆汁（熊胆）が漢方薬として重宝されており、この胆汁を生産する目的で1980年代から、熊の飼育を行う農場 (Bear farm、bear bile farm) が開設された。熊農場とクマの胆汁を採取する技術は、北朝鮮より中国北部の吉林省へ1980年代初期に導入され、黒竜江省、遼寧省、四川省および雲南省へと急速に広がったという。
動物園である日本の「クマ牧場」とは異なり、これは胆汁を生産する為の畜産であり、熊胆の製薬会社では養殖しているクマからカテーテルなどで胆汁を規則的に採取し、熊胆商品の原材料としている。中国国家林業局の統計によると、漢方薬メーカーなど68社が熊農場を運営する（動物園施設が併設され、観光ルートになっていることもある）。
熊農場には一時、1万頭以上のクマが養殖されていたが、2007年現在は徐々に減っているという。
中国国内でも「熊農場」（熊胆農場）は、熊胆に対する文化が関係するため賛否があるが、実態は生産量の約9割を外国（韓国・日本）に輸出する供給国となっている面もある。

## 韓国の熊農場
韓国政府が、熊胆や革などによる農家の所得増大の為、熊を飼うことを推奨したのがきっかけで、中国、日本および東南アジアからクマを輸入し、そのクマを繁殖させて他の国に輸出することを目的とする繁殖事業が1980年代に始まった。500頭ほどが輸入された。しかし、1985年に韓国政府はクマの輸出入を禁じた。また、クマの平均年齢が25歳なので、24歳にならないと屠殺（出荷）ができない（飼育期間が長すぎて飼育にお金がかかりすぎる）規則を作ったため、生産者の反発で2005年に10歳で屠殺ができるようにする（1頭あたり約10グラムの熊胆を得るのに、10年間育てると、1頭分の熊胆の値段は2,000-3,000万ウォンになる。）などがあり、また、韓国は1993年に絶滅危惧種の国際取引を規制するCITES条約に加入し、2006年には、国際的なクマの輸入と移送を禁止する厳しい法律と規制ができたりした。
2006年ごろには、繁殖された2,000頭のクマが、約100ヶ所の繁殖施設で飼育された。2012年現在、韓国で飼育されている熊は約1,000頭、全国の約50ヵ所でクマが飼育されているという。

## 東南アジアの熊農場
ベトナム、ラオスで行われている。

### ベトナム
ベトナムでは伝統的にクマの胆汁は強力な薬と認識されており、コレラ、癲癇（てんかん）、骨痛、斑状出血その他の慢性症状に効くとされる。このため、クマはきわめて高い経済的価値を有する動物としても認識される。また、ベトナムでは、熊胆（胆汁成分）を滋養強壮剤や抗炎症薬、肝臓や心臓病の治療薬、媚薬として用いるほか、シャンプーや歯磨き粉、ソフトドリンクに添加することもある。
ベトナムの大きな熊農場は80頭ほど飼育するが、多くの生産者は数頭だけ飼育している。
生産者によって異なるが、2-3か月ごとに胆汁を採取する。クマを麻酔処置した後、超音波探知機を用いて胆のうの位置を探り、長い針を使って胆汁を採取する。胆汁を採取した後には、クマにハチミツや卵を与える。クマは数年で死亡するというが、ベトナムでは繁殖をさせていないため、新しい個体は、野生捕獲か、近隣国からの輸入で賄われる。
ベトナムでは2005年にクマ製品の商業取引を禁止し、2006年に胆汁を採取する熊農場も実質禁止となった。クマ飼育者は、クマが死亡するまで飼い続けなければならず、胆汁を採取することも、他の個体と入れ替えることも新たに個体を追加することも禁止された。しかし、既にクマ胆汁生産が広まっており、非合法に生産される。2005年のベトナム森林保護局の報告では、ベトナム国内に4,012頭が飼育される。2014年には、ベトナムのクアンニン省において、熊胆を買う目的での観光ツアーが禁止された。

## 議論
動物保護団体「アジア動物基金」（本部は英国）などの反対活動があり、2000年7月、中国政府は、各地の熊農場から計500頭のツキノワグマを減らすことに同意し、クマは保護センターに運ばれた。
一方、熊胆を工業的に生産するある会社は、2012年の株式上場に際し、「熊が苦痛を感じない方法をとっている。胆汁を採取する時間は5-8秒。人間でいえば献血をするのと同じ」、「今では科学技術も進んでいる。カテーテルは用いておらず、熊は無痛で快適だ」と述べている。
2013年、英国の民間団体・世界動物保護協会（WSPA）の局長ルーク・ニコルソンは「生きているクマの体に大きな針を刺して胆汁を採取する。（人間に麻酔無しで行えば痛いはずなのに）あなたは痛くないといえるのか」と述べた。